# Serandita
La serandita és un mineral de la classe dels inosilicats, i dins d'aquesta pertany a l'anomenat “grup de la wol·lastonita”. Va ser descoberta l'any 1931 a les illes de Los (Guinea), sent nomenada així en honor de J.M. Sérand, mineralogista francès.

## Característiques químiques
És un silicat hidroxilat de sodi i manganès.
Forma una sèrie de solució sòlida amb la pectolita (NaCa₂Si₃O₈(OH)), en la qual la substitució gradual del manganès per calci va donant els diferents minerals de la sèrie.
A més dels elements de la seva fórmula, sol portar com a impureses: calci, alumini, ferro, magnesi, potassi o aigua.

## Formació i jaciments
Apareix en zeolites amb sodalita, en pegmatites alcalines amb gabre-sienita, en fonolita i en roques de metamorfisme de contacte amb jaciments de manganès.
Sol trobar-se associat a altres minerals com: sodalita, nefelina, egirina, astrofil·lita, arfvedsonita, eudialita, leucofanita, analcima, vil·liaumita, fluorita, neptunita manganosa o microclina.